# Zapotal, Chicontepec
Zapotal är en ort i Mexiko.   Den ligger i kommunen Chicontepec och delstaten Veracruz, i den sydöstra delen av landet, 210 km nordost om huvudstaden Mexico City. Zapotal ligger 126 meter över havet och antalet invånare är 133.
Terrängen runt Zapotal är huvudsakligen platt, men åt sydväst är den kuperad. Terrängen runt Zapotal sluttar österut. Runt Zapotal är det ganska tätbefolkat, med 65 invånare per kvadratkilometer. Närmaste större samhälle är La Pagua, 5,3 km sydväst om Zapotal. Trakten runt Zapotal består till största delen av jordbruksmark.